# Isabelle Huppert
Isabelle Huppert   (16è districte de París, 16 de març de 1953) és una actriu i productora de cinema francesa, guanyadora d'un César.

## Joventut
De família burgesa, la seva mare és professora d'anglès i apassionada de piano i el seu pare és empresari; passa la seva joventut a Ville-d'Avray. Té tres germanes i un germà: Élisabeth s'ha dirigit cap a l'escriptura i la realització; Caroline és realitzadora; Jacqueline dona classes d'economia; Rémi és escriptor.
Isabelle Huppert comença a estudiar llengües orientals a la facultat de Clichy, tot seguint cursos d'art dramàtic a l'escola del carrer Blanche i al Conservatori nacional d'art dramàtic, on és l'alumna de Jean-Laurent Cochet i d'Antoine Vitez.
Efectua les seves primeres aparicions en el cinema el 1972, en Nina Companeez; destaca dos anys més tard gràcies a joves directors que marquen la renovació del cinema d'autor francès després de l'experiència de la Nouvelle Vague, Bertrand Blier, en Les Valseuses, i Bertrand Tavernier, en El jutge i l'assassí. Aquestes dues pel·lícules, cadascuna en el seu gènere, marcaran el públic i la crítica i permetran a l'actriu reafirmar-se en matisos i en profunditat, que la distingirà d'altres estrelles de l'època, Miou-Miou i Isabelle Adjani.
De fet, Isabelle Huppert construirà la seva carrera sobre tries exigents, de pel·lícules i directors no convencionals, amb interpretacions més cerebrals i experimentals que intuïtives. Això li assegurarà una filmografia prestigiosa, admirada per les elits intel·lectuals i allunyada dels grans títols, i dels César, que prefereixen les grans representants de l'star-system francès (Catherine Deneuve i Isabelle Adjani entre d'altres).

## Fama
La seva carrera aixeca veritablement vol amb La Dentellière, del suís Claude Goretta, que li valdrà diverses distincions internacionals, com els premis anglesos BAFTA i els italians David di Donatello. Fa el paper d'una jove introvertida, víctima d'una decepció amorosa que li fa donar un tomb a la seva existència. Aquesta imatge victimista i de fragilitat malaltissa la perseguirà en algunes de les seves pel·lícules.

La dentellière, la pel·lícula que la va catapultar

Més endavant, contradiu aquesta imatge en el seu paper en Violette Nozière, en posar davant la càmera de Claude Chabrol. És el seu primer «paper límit», registre en el qual afirmarà, amb una temible fidelitat, tot el seu talent, aconseguint tornar creïble la bogeria sense caure mai en la histèria.
La seva filmografia compagina igualment dos vessants de la seva carrera: fidelitat a directors i experiència amb autors principiants. És així com treballa amb Taverner, Blier, Jean-Luc Godard, Benoît Jacquot, Werner Schroeter o Michael Haneke. Però la complicitat des de 1978 amb Claude Chabrol s'afirma com una línia on el diàleg instaurat entre el director i la musa es fa gairebé l'objecte de la pel·lícula, com va ser amb L'Ivresse du pouvoir, de 2006, que és tant una ficció sobre un escàndol polític contemporani, com un documental sobre l'actriu.
Mentrestant, el duo haurà explorat tota una sèrie de gèneres dramàtics, de la comèdia (Rien ne va plus, al costat de Michel Serrault) al drama social (La Cérémonie amb Sandrine Bonnaire, Jean-Pierre Cassel, Jacqueline Bisset i Virgínia Ledoyen) o històric (Un affaire de femmes), passant pel cinema negre (Merci pour le chocolat, amb Jacques Dutronc) i l'adaptació literària (Madame Bovary). Amb Claude Chabrol obté el seu únic César a la millor actriu el 1996, per a la seva interpretació d'empleada de correus en La Cérémonie. Obté altres guardons en altres premis europeus, com en el Festival Internacional de Cinema de Venècia, Festival de Berlín, Moscou o en el Festival de Sant Sebastià.
Paral·lelament, treballa regularment amb la nova generació de directors que apareix al començament dels anys 1990, com Christian Vincent, Laurence Ferreira Barbosa, Patricia Mazuy, François Ozon, Olivera Dahan, i més recentment encara, el belga Joachim Lafosse. Com ho va fer amb Maurice Pialat en Lulú al costat de Gérard Depardieu, o bé dirigida per Werner Schroeter (Malina, Deux) i Michael Haneke (La Pianiste).
La seva proximitat amb Daniel Toscan du Plantier, del qual va ser companya, li va permetre en els anys 1980 encadenar una sèrie de pel·lícules amb la Gaumont que van ampliar la seva carrera als ulls del gran públic. S'esforça, no obstant això, a mantenir el contacte amb la comèdia en pel·lícules que troben el seu públic, com Sac de nœuds, de Josiane Balasko, Coup de foudre i Après l'amour, de Diana Kurys, 8 femmes, de François Ozon, i Les Sœurs fâchées d'Alexandra Leclère. En cadascuna de les seves incursions còmiques, fa el paper de dona antipàtica, frustrada i amargada.
Però evita la interpretació uniforme i rígida, sotmetent cadascuna de les seves composicions a una coloració singular. La seva insaciable voluntat de passar per diferents paletes d'emocions és palpable. L'evolució es fa d'un repertori d'expressions, de mímiques, de postures, d'entonacions variades i contraris: d'una manifestació exagerada, teatral i estrepitosa (la histèrica i hipocondríaca tia Augustine de 8 femmes en què es lliura a un espaterrant número de transformació, alhora física i escènica) a una forma expressiva més individual, enterrada i interior com en Les Sœurs fâchées, en què interpreta una burgesa abandonada pel seu marit François Berléand, desgraciada, frígida i envejosa de l'èxit de la seva germana, una provinciana falsament ingènua interpretada per Catherine Frot.
El seu punt de glòria és, tanmateix, haver estat escollida per alguns grans noms del cinema internacional, com Otto Preminger (Rosebud), Joseph Losey (La truita), Michael Cimino (Heaven's Gate), Márta Mészáros (Les hereves), Jean-Luc Godard (Passion), els germans Taviani (Les afinitats electives), David O. Russell (I Heart Huckabees).
La seva passió és la interpretació en totes les seves formes, a la qual es dedica amb intensitat i curiositat (més de setanta pel·lícules i telefilms en el seu actiu). És també la protagonista d´In America, la pel·lícula de Jerzy Skolimowski adaptada de la novel·la de la seva amiga Susan Sontag i que produirà amb la societat que ha fundat al costat del seu marit, l'escenògraf Ronald Chammah (Les Films du Camélia), societat que li ha permès produir certes pel·lícules de les quals té l'alçària del cartell (La Vie moderne de Laurence Ferreira-Barbosa, La Comèdie de l'innocence de Raoul Ruiz, Ma mère de Christophe Honoré) i fins i tot de comprar els drets de Wanda de Barbara Loden, actriu i cineasta que va ser una de les esposes d'Elia Kazan, desapareguda prematurament el 1980. Gràcies al seu aferrissament, aquesta pel·lícula va poder sortir a les sales el 2003.

La comèdia del poder, una de les seves últimes pel·lícules

El 2005 una exposició, «La Dona als retrats», mostrada en principi a Nova York, després a Europa, ha revelat la seva passió per la fotografia, que l'ha empesa, des de fa una trentena d'anys, a sol·licitar retrats amb els majors fotògrafs (de Boubat i Cartier-Bresson a Hiroshi Sugimoto i Àngel Leccia, passant per Jacques Henri Lartigue, Ricàs Avedon, Robert Doisneau, Helmut Newton o Nan Goldin…). El 2005, any faust per a ella, ja que triomfa al teatre amb Hedda Gabler d'Henrik Ibsen, posat en escena per Eric Lacascade, rep un Lleó Especial d'Interpretació a la Mostra de Venècia pel conjunt de la seva carrera i el MoMA de Nova York li consagra una àmplia retrospectiva, saludant la seva gran aportació a l'art contemporani en general i a l'art dramàtic en particular. Per a l'esdeveniment, dona una representació excepcional de l'obra de Sarah Kane: 4.48 Psicosi, interpretada tres anys abans, sota la direcció de Claude Régy. Al començament de 2006, és la Filmoteca francesa, reoberta al barri de Bercy, qui li fa els honors. Ocasió que li ha permès anar a la trobada dels espectadors, oferint una àmplia tria de projeccions, discussions (sobretot amb el seu pigmalió Claude Chabrol) i lectures públiques d'autors com Maurice Blanchot i Françoise Sagan.

## Vida íntima
Isabelle Huppert té tres fills, Lolita nascuda el 1983 (que ha començat la seva carrera d'actriu), Lorenzo el 1988, igualment actor, i Angelo el 1997, que va tenir amb el cineasta i productor Ronald Chammah.

## Filmografia

### Com a actriu al cinema
- 1972:
  - Faustine et le bel été, de Nina Companeez
  - César et Rosalie, de Claude Sautet - Marité
  - Le Bar de la fourche de Alain Levent - Annie
- 1974:
  - Sérieux comme le plaisir, de Robert Benayoun - Una filla
  - Aloïse, de Liliane de Kermadec - Aloïse, jove
  - Les Valseuses, de Bertrand Blier - Jacqueline
  - L'Ampélopède, de Rachel Weinberg - La contista
  - Rosebud, d'Otto Preminger - Hélène Nicolaos
  - Les Glissements progressifs du plaisir d'Alain Robbe-Grillet
- 1975:
  - Crònica d'una violació (Dupont Lajoie), d'Yves Boisset - Brigitte Colin
  - El jutge i l'assassí (Le Juge et l'Assassin), de Bertrand Tavernier - Rose
  - Je suis Pierre Rivière de Christine Lipinska - Aimée
  - Le Petit Marcel de Jacques Fansten - Yvette
  - Die grosse ekstase, de Denis Berry - Marie
- 1976:
  - Doctora Françoise Gailland (Docteur Françoise Gailland), de Jean-Louis Bertucelli - Elisabeth Gailland
  - La Dentellière, de Claude Goretta - Pomme
- 1977:
  - Les Indiens sont encore loin de Patricia Moraz - Jenny
  - Des enfants gâtés de Bertrand Tavernier - La secretària
- 1978:
  - Violette Nozière, de Claude Chabrol - Violette Nozière
  - Retour à la bien-aimée, de Jean-François Adam - Jeanne Kern
- 1979:
  - Les germanes Brontë  (Les Sœurs Brontë), d'André Téchiné - Anne Brontë
  - Sauve qui peut (la vie), de Jean-Luc Godard - Isabelle Rivière
  - Scénario de "Sauve qui peut la vie" - curtmetratge - de Jean-Luc Godard - ella mateixa
- 1980:
  - La storia vera della signora delle camelie, de Mauro Bolognini i Pasquale Festa Campanile - Alphonsine Plessis
  - Les Ailes de la colombe, de Benoît Jacquot - Marie
  - Loulou, de Maurice Pialat - Nelly
  - La porta del cel (Heaven's gate), de Michael Cimino - Ella Watson
  - Les hereves  (Les Héritières), "Orokseg" de Marta Meszaros - Irène
- 1981:
  - Eaux profondes, de Michel Deville - Mélanie
  - Coup de torchon, de Bertrand Tavernier - Rose
- 1982:
  - La truita (La Truite), de Joseph Losey - Frédérique
  - Coup de foudre, de Diane Kurys - Léna
  - Passion, de Jean-Luc Godard - Isabelle
- 1983:
  - La Femme de mon pote, de Bertrand Blier - Viviane
  - L'Histoire de Piera, "Storia di Piera" de Marco Ferreri - Piera
- 1984:
  - La Garce, de Christine Pascal - Aline Kaminker i Edith Weber
  - Sac de nœuds, de Josiane Balasko - Rose-Marie Martin
- 1985:
  - Signé Charlotte, de Caroline Huppert - Charlotte
  - Thierry Mugler - documental de Robert Réa
- 1986:
  - Cactus, de Paul Cox - Colo
- 1987:
  - Milan noir, de Ronald Chammah - Sarah
  - The bedroom window, de Curtis Hanson - Sylvia
- 1988:
  - Les Possédés, d'Andrzej Wajda - Maria Chatov
  - Seobe d'Aleksander Petrovic - Dafina Isakovic
  - Une affaire de femmes, de Claude Chabrol - Marie
- 1990:
  - La Vengeance d'une femme, de Jacques Doillon - Cécile
  - Wind prints de David Witch
- 1991:
  - Malina, de Werner Schroeter - la dona
  - Madame Bovary, de Claude Chabrol - Emma Bovary
  - Contre l'oubli, de Francis Girod
- 1992:
  - Après l'amour, de Diane Kurys - Lola Winter
- 1993:
  - Amateur, de Hal Hartley - Isabelle
- 1994:
  - Navodneniye, d'Igor Minaiev - Sofia
  - La Séparation, de Christian Vincent - Anne
- 1995:
  - La Cérémonie, de Claude Chabrol - Jeanne Marchal

- 1996:
  - Les Palmes de M. Schutz, de Claude Pinoteau - Marie Curie
  - Les afinitats electives (Le affinita elettive), de Paolo Taviani i Vittorio Taviani - Carlotta
- 1997
  - Rien ne va plus, de Claude Chabrol - Betty
  - L'École de la chair, de Benoît Jacquot - Dominique
- 1998:
  - Pas de scandale, de Benoît Jacquot - Agnès Jeancour
- 1999:
  - La Vie moderne, de Laurence Ferreira Barbosa - Claire
  - La Fausse Suivante, de Benoît Jacquot - la comtessa
  - Saint-Cyr, de Patricia Mazuy - Madame de Maintenon
- 2000:
  - Els destins sentimentals (Les Destinées sentimentales), d'Olivier Assayas - Nathalie Barnery
  - Merci pour le chocolat, de Claude Chabrol - Marie-Claire, muller de Polonski, anomenada Mika
  - La Comédie de l'innocence, de Raoul Ruiz - Ariane
  - La pianista (La Pianiste), de Michael Haneke - Erika Kohut
  - Clara Schumann d'Helma Sanders-Brahms - Clara Schuman
- 2001:
  - 8 femmes, de François Ozon - Augustine
  - Médée, de Don Kent - Medea
  - La Vie promise, d'Olivier Dahan - Sylvia
  - Deux, de Werner Schroeter - Magdalena Maria
- 2002:
  - Le Temps du loup, de Michael Haneke - Anna
- 2003:
  - Estranyes coincidències (I Heart Huckabees), de David O. Russell - Catherine Vauban
  - Ma mère, de Christophe Honoré - Hélène, la mare
  - Cartier-Bresson - documental de Heinz Butler
- 2004:
  - Les germanes enfadades (Les Sœurs fâchées) d'Alexandra Leclère - Martine Demouthy
  - In America de Jerzy Skolimowski - Marina Zatekowska
- 2005:
  - Gabrielle, de Patrice Chéreau - Gabrielle Hervey
- 2006:
  - L'Ivresse du pouvoir, de Claude Chabrol - Jeanne Charmant-Killman]
- 2007:
  - Nue propriété, de Joachim Lafosse - Pascale
  - L'Amour caché, d'Alessandro Capone
  - Médée Miracle, de Tonino de Bernardi
- 2008:
  - White Material, de Claire Denis,
  - Home, d'Ursula Meier
  - Un barrage contre le Pacifique, de Rithy Panh
- 2009:
  - Villa Amalia, de Benoit Jacquot - Anne
- 2010: 
  - Copacabana, de Marc Fitoussi
  - Sans queue ni tete, de Jeanne Labrune
- 2012:
  - Amor, de Michael Haneke - Éve
  - In another country de Hong Sang-soo - Anne
  - Bella addormentata de Marco Bellocchio - Divina madre
- 2013:
  - La religeuse de Guillaume Nicloux - Mare superiora
- 2014:
  - The Disappearance of Eleanor Rigby de Ned Benson - Mary Rigby
- 2016: 
  - Elle, de Paul Verhoeven
  - L'avenir de Mia Hansen-Løve
  - Souvenir, de Bavo Defurne
- 2017
  - Happy End de M. Haneke
  - Madame Hyde de Serge Bozon
- 2018
  - Greta de Neil Jordan
  - Frankie de Ira Sachs
- 2020
  - Mamà Maria de Jean-Paul Salomé
  - La vida sense tu de Laurent Larivière
- 2022
  - L'ombra di Caravaggio de Michele Placido
  - Mrs. Harris Goes to Paris de Anthony Fabian
  - IO de Jerzy Skolimowski
  - La Syndicaliste de Jean-Paul Salomé
- 2023
  - Mon Crime de François Ozon

## Com a actriu a la televisió
- 1971: Le Prussien de Jean L'Hôte - Elisabeth
- 1971: Du côté de chez Swann - episodi de Les cent livres des hommes - d'Alain Dhernault - Gilberte
- 1972: Figaro ci, Figaro là d'Hervé Bromberger - Pauline
- 1973: Histoire vraie de Claude Santelli - Adélaïde
- 1973: Le Maître de pension de Marcel Moussy - Annie
- 1973: Le Drakkar de Jacques Pierre - Yolande
- 1973: Vogue la galère de Raymond Rouleau - Clotilde
- 1974: Madame Baptiste de Claude Santelli - Blanche
- 1974: Plaies et bosses d'Yves-André Hubert - Patsy Lackan
- 1977: On ne badine pas avec l'amour de Caroline Huppert - Camille
- 1978: Monsieur Saint-Saens de Claude Chabrol - la jove
- 1996: Les Voyages de Gulliver de Charles Sturridge - veu
- 2000: Médée de Jacques Lassalle
- 2008: Collection Empreintes: Isabelle Huppert d'Anne Andreu -

### Com a productora
Amb la seva societat "Les Films du Camélia":
- 1999 La Vie moderne de Laurence Ferreira Barbosa
- 1999 Saint-Cyr de Patricia Mazuy
- 2000 La Comédie de l'innocence de Raoul Ruiz
- 2007 Médée Miracle, de Tonino de Bernardi

## Premis i nominacions
Oscar
| Any  | Categoria     | Pel·lícula | Resultat   |
| ---- | ------------- | ---------- | ---------- |
| 2017 | Millor actriu | Elle       | Guanyadora |

Premis Lumière
| Any  | Categoria       | Pel·lícula             | Resultat   |
| ---- | --------------- | ---------------------- | ---------- |
| 1996 | Millor actriu   | La Cérémonie           | Guanyadora |
| 2001 | Millor actriu   | Merci pour le chocolat | Guanyadora |
| 2006 | Millor actriu   | Gabrielle              | Guanyadora |
| 2007 | Millor actriu   | L'ivresse du pouvoir   | Candidata  |
| 2016 | Lumière d'honor |                        | Guanyadora |
| 2016 | Millor actriu   | Valley of Love         | Candidata  |
| 2017 | Millor actriu   | Elle                   | Guanyadora |

Premis César
| Any  | Categoria                | Pel·lícula            | Resultat   |
| ---- | ------------------------ | --------------------- | ---------- |
| 1976 | Millor actriu secundària | Aloïse                | Candidata  |
| 1978 | Millor actriu            | La Dentellière        | Candidata  |
| 1979 | Millor actriu            | Violette Nozière      | Candidata  |
| 1980 | Millor actriu            | Loulou                | Candidata  |
| 1982 | Millor actriu            | Coup de torchon       | Candidata  |
| 1989 | Millor actriu            | Une affaire de femmes | Candidata  |
| 1996 | Millor actriu            | La Cérémonie          | Guanyadora |
| 1999 | Millor actriu            | L'École de la chair   | Candidata  |
| 2000 | Millor actriu            | Saint-Cyr             | Candidata  |
| 2002 | Millor actriu            | La Pianiste           | Candidata  |
| 2003 | Millor actriu            | 8 femmes              | Candidata  |
| 2006 | Millor actriu            | Gabrielle             | Candidata  |
| 2013 | Millor actriu secundària | Amour                 | Candidata  |
| 2016 | Millor actriu            | Valley of Love        | Candidata  |
| 2017 | Millor actriu            | Gabrielle             | Guanyadora |

Festival de Canes
| Any  | Categoria                      | Pel·lícula       | Resultat   |
| ---- | ------------------------------ | ---------------- | ---------- |
| 1978 | Premi d'interpretació femenina | Violette Nozière | Guanyadora |
| 2001 | Premi d'interpretació femenina | La Pianiste      | Guanyadora |

La Cérémonie

La Pianiste

Festival Internacional de Cinema de Venècia
| Any  | Categoria                                       | Pel·lícula            | Resultat   |
| ---- | ----------------------------------------------- | --------------------- | ---------- |
| 1988 | Copa Volpi per la millor interpretació femenina | Une affaire de femmes | Guanyadora |
| 1995 | Copa Volpi per la millor interpretació femenina | La Cérémonie          | Guanyadora |
| 2005 | Lleó d'Or especial d'interpretació              | Gabrielle             | Guanyadora |

Festival Internacional de Cinema de Berlín
| Any  | Categoria                      | Pel·lícula | Resultat   |
| ---- | ------------------------------ | ---------- | ---------- |
| 2002 | Os de Plata a la millor actriu | 8 femmes   | Guanyadora |

Festival de Moscou
| Any  | Categoria                      | Pel·lícula    | Resultat   |
| ---- | ------------------------------ | ------------- | ---------- |
| 1991 | Premi d'interpretació femenina | Madame Bovary | Guanyadora |

Festival de Montreal
| Any  | Categoria                      | Pel·lícula             | Resultat   |
| ---- | ------------------------------ | ---------------------- | ---------- |
| 2002 | Premi d'interpretació femenina | Merci pour le chocolat | Guanyadora |

Premis del Cinema Europeu
| Any  | Categoria                           | Pel·lícula  | Resultat   |
| ---- | ----------------------------------- | ----------- | ---------- |
| 2000 | Millor actriu                       | La Pianiste | Guanyadora |
| 1995 | Millor actriu                       | 8 femmes    | Guanyadora |
| 2005 | Premi del públic a la millor actriu | Ma mère     | Candidata  |

Globus d'Or
| Any  | Categoria               | Pel·lícula | Resultat   |
| ---- | ----------------------- | ---------- | ---------- |
| 2017 | Millor actriu dramàtica | Elle       | Guanyadora |

BAFTA
| Any  | Categoria                 | Pel·lícula     | Resultat   |
| ---- | ------------------------- | -------------- | ---------- |
| 1978 | Millor revelació femenina | La Dentellière | Guanyadora |

David di Donatello
| Any  | Categoria                           | Pel·lícula     | Resultat   |
| ---- | ----------------------------------- | -------------- | ---------- |
| 1978 | Millor actriu estrangera            | La Dentellière | Guanyadora |
| 2003 | Millor actriu estrangera            | La Pianiste    | Guanyadora |
| 2005 | Premi del públic a la millor actriu | Ma mère        | Candidata  |

- Altres premis als festivals de Thessalonica (2004), Hamburg (2003), Sant Sebastià (2003), Taormina (2002)...

## Teatre
- 1973: La Véritable Histoire de Jack l'éventreur, d'Elisabeth Huppert, posada en escena Caroline Huppert, Café-théâtre Le Sélénite
- 1974: Viendra-t-il un autre été ? de Jean-Jacques Varoujean, posada en escena Jacques Spiesser
- 1975: Pour qui sonne le glas d'Ernest Hemingway, posada en escena Robert Hossein
- 1975: Voyage autour de ma marmite d'Eugène Labiche, posada en escena Caroline Huppert, Teatre Essaïon
- 1977: On ne badine pas avec l'amour d'Alfred de Musset, posada en escena Caroline Huppert, Teatre des Bouffes du Nord
- 1989: Un mois à la campagne d'Ivan Tourgueniev, posada en escena Bernard Murat, Teatre Edouard VII
- 1991: Mesure pour mesure de William Shakespeare, posada en escena Peter Zadek, Teatre de l'Odéon
- 1992: Jeanne au bûcher de Paul Claudel, posada en escena Claude Régy, Opéra Bastille
- 1993: Orlando de Virginia Woolf, posada en escena Bob Wilson, Teatre de Vidy Lausanne, Teatre de l'Odéon
- 1996: Mary Stuart de Friedrich Schiller, posada en escena Howard David, al Royal National Theater de Londres
- 2000: Medea d'Euripides, posada en escena Jacques Lassalle
- 2003: 4.48 Psychose de Sarah Kane, posada en escena Claude Régy
- 2003: Jeanne d'Arc de Paul Claudel i Arthur Honegger, posada en escena Luis Miguel Cintra, Sao Carlos National Theater Lisbonne
- 2005: Hedda Gabler d'Henrik Ibsen, posada en escena d'Éric Lacascade, als teliers Berthier à Paris
- 2006: Quartett, de Heiner Müller, posada en escena Bob Wilson, Teatre de l'Odéon de París, amb Ariel Garcia-Valdes
- 2008: Le Dieu du carnage, de Yasmina Reza, posada en escena de l'autor, Teatre Antoine de París, amb André Marcon, Valérie Bonneton, i Eric Elmosnino